# Nicolaie Hoanță
Nicolaie Hoanță (n. 1951) este un economist și profesor român, fost președinte-director general al Băncii Comerciale Carpatica. A obținut titlul știintific de doctor în economie cuteza Evaziunea fiscală în România, care a fost publicată în același an (1996) de Editora Tribuna Economică București.

## Biografie
Nicolaie Hoanță s-a născut în anul 1951. A absolvit în anul 1974 cursurile Facultății de Științe Economice din cadrul Universității „Babeș–Bolyai” din Cluj–Napoca. A obținut titlul științific de doctor în economie.
În perioada 1974 - 1980, imediat după absolvirea faculțăii, Nicolaie Hoanță a activat în cadrul BNR, sucursala Sibiu ca inspector.
În perioada 1980–1999, Nicolaie Hoanță și-a desfășurat activitatea în cadrul Ministerului Finanțelor Publice, îndeplinind funcțiile de inspector principal și șef serviciu la Inspecția Teritorială Financiară de Stat (I.T.F.S.) Sibiu, ajungând până la poziția de Comisar (în 1991) și Comisar Șef Adjunct în cadrul Gărzii Financiare, secția Sibiu (în 1993), funcție deținută până în 1999.Este unul dintre fondatorii Bancii Comerciale Carpatica, in cadrul careia lucreaza din 1999 si pana in 2009 Începând din anul 1999, deține funcția de vicepreședinte al Băncii Comerciale Carpatica (BCC), devenind la data de 24 noiembrie 2001 (prin Hot. AGA 2/24.11.2001) președinte al Consiliului de Administrație și al Comitetului de Direcție al acestei bănci, funcție pe care a deținut-o până la data de 12 octombrie 2009.
Concomitent cu activitatea practică din domeniul financiar-bancar, Nicolaie Hoanță a desfășurat o intensă și rodnică activitate didactică în cadrul Universității „Lucian Blaga”, Sibiu (lector univ. in perioada 1993-1997, conf. univ. în perioada 1997-2000), Universității „Româno-Germane” Sibiu, ca profesor universitar (2001-2004), și Universității „Alma Mater” Sibiu, ca profesor universitar (2009-2015).
În luna martie 2005, în cadrul Galei Corporate Social Responsibility Awards and Celtic Celebrations 2005, organizată de revista Bucharest Business Week la Sibiu, i-a fost decernat premiul "Cel mai admirat om de afaceri".
La începutul anului 2006, deținea un număr de 2.295.485 acțiuni BCC, reprezentând o participare de 0,22% la capitalul social al Băncii Carpatica.
Din anul 2010 publica eseuri cu subiecte economice si politice pe propriul blog (din 2010 pana in 2017 intitulat Finante-banci”, iar din 2017 „ECOCPOL”.

## Cărți publicate
Nicolaie Hoanță a publicat mai multe cărți în domeniul economic , dintre care menționăm:
- Mânuitorii de sfori. Bănci, bancheri, tehnici și operațiuni bancare în economia de piață (Ed. Continent, 1993),
- Finanțele firmei (Ed. Continent, 1996; ed. a II-a, Ed. Tribuna Economică, 2003),
- Evaziunea fiscală (Ed. Tribuna Economica, București, 1997; ediția a II-a, C.H. Beck, București, 2010),
- Finanțele firmei. Aplicații practice (Ed. Tribuna, Sibiu, 1998),
- Capitalul firmei (Ed. Tribuna Economica, București, 1998),
- Gestiunea finanțelor firmelor (Ed. Tribuna Economica, București, 1999),
- Economie și finanțe publice (Ed. Polirom, Iași, 2000),
- Bani și bănci (Ed. Economică, București, 2001),
- Gestiunea financiară a întreprinderii (Ed. C.H. Beck, București, 2011)
- Puterea banilor (Ed. Alma Mater, Sibiu, 2011)
- Civilizatia capitalista (Ed. Sfântul Ierarh Nicolae,2017)